# مت دی آنجلو
مت دی آنجلو (انگلیسی: Matt Di Angelo؛ زادهٔ ۱ مهٔ ۱۹۸۷) بازیگر، خواننده اهل انگلستان است. وی از سال ۱۹۹۷ میلادی تاکنون مشغول فعالیت بوده‌است.
از فیلم‌ها یا برنامه‌های تلویزیونی که وی در آن نقش داشته‌است، می‌توان به ایست‌اندرز، دکتر هو، بیا خیلی برقص، مرگ در بهشت، تلفات، بورجیا و شیادها اشاره کرد.